# Marcial Álvarez
Marcial Álvarez (Madrid, 13 marzo 1966) è un attore spagnolo, noto per aver interpretato il ruolo di Marcos Bacigalupe nella soap Una vita (Acacias 38).

## Biografia
Marcial Álvarez è nato il 13 marzo 1966 a Madrid (Spagna), fin da piccolo ha mostrato un'inclinazione per la recitazione.

## Carriera
Marcial Álvarez all'età di sedici anni, ha iniziato la sua carriera teatrale, in particolare a Madrid, con l'opera teatrale El maestro. Nel 1985 ha diretto La rosa de papel di Valle-Inclán; e in quello stesso anno è tornato alla regia con Escorial insieme a Daniel G. Pulido.
Molte sono state le opere in cui è intervenuto nei primi anni di recitazione: La malquerida, La gallarda, El caballero de Olmedo, El sueño de una noche de verano e La bella Aurora.
Nel 1997 è apparso per la prima volta in televisione nella serie Antena 3 Los ladrones van a la oficina. Negli anni successivi ha partecipato con piccoli ruoli in diverse serie come Hermanas e Médico de familia.
Il successo televisivo è arrivato nel 1999 con la serie El comisario. Ha interpretato il ruolo del vice ispettore Jorge San Juan "Papa", dove è penetrato nel pubblico per dodici stagioni; ampliando i suoi interventi in altre serie di Telecinco: Hospital Central e Al Salgado de Clase.
Insieme ad Antonio Molero lavora al cortometraggio Post-coitum. Nello stesso anno ha preso parte al lungometraggio Mi dulce di Jesús Mora nel 2002.
Durante i dieci anni di cui è durata la serie El comisario, Marcial continua a lavorare in teatro, realizzando opere come: Un paseo romántico, Baraka!, El club de la corbata è Don Juan Tenorio.
Dopo la fine della serie El comisario avvenuta nel 2009, continua a lavorare in diverse produzioni teatrali: El hombre que quiso ser rey al Teatro María Guerrero di Madrid, La rosa de papel al Teatro Valle Inclán di Madrid e Los gemelos de Plauto si sono esibiti in varie location come la 55º edizione del Mérida Classical Theatre Festival e Sagunt a escena, con grande successo di critica e pubblico.
Dal 2016 è professore della materia Nuove tecnologie dei media audiovisivi presso la facoltà di comunicazione dell'Università di Siviglia.
Nel 2020 e nel 2021 è stato scelto per interpretare il ruolo di Marcos Bacigalupe nella soap opera in onda su La 1 Una vita (Acacias 38) fino alla morte del suo personaggio e dove ha recitato insieme ad attori come Susana Soleto, Olga Haenke, Aria Bedmar, Ana Goya, Mikel Larrañaga, Pablo Carro, Carlos de Austria, Ástrid Janer, Clara Garrido e Marc Parejo. Nel 2022 ha ricoperto il ruolo di Gerardo Rocamora nella soap opera Per sempre (Amar es para siempre) e ha recitato nella serie Desaparecidos.

## Filmografia

### Cinema
- Mi dulce, regia di Jesús Mora (2002)

### Televisione
- Los ladrones van a la oficina – serie TV (1995)
- Médico de familia – serie TV (1997)
- Hermanas – serie TV (1998)
- El comisario – serie TV (1999-2009)
- Hospital Central – serie TV (2000)
- Al salir de clase – serie TV (2000)
- Las chicas de oro – serie TV (2010)
- Los misterios de Laura – serie TV (2011)
- Cuore ribelle (Bandolera) – serie TV (2011-2013)
- Il segreto (El secreto de Puente Viejo) – soap opera (2014-2015)
- Rabia – serie TV (2015)
- Il sospetto (Bajo sospecha) – serie TV (2016)
- Olmos y Robles – serie TV (2016)
- Servir y proteger – serie TV (2017)
- La vittima numero 8 (La víctima número 8) – serie TV (2018)
- Los nuestros 2 – serie TV (2019)
- Le ragazze del centralino (Las chicas del cable – serie TV (2020)
- 30 monedas – serie TV (2020)
- Una vita (Acacias 38) – soap opera (2020-2021)
- Per sempre (Amar es para siempre) – soap opera (2022)
- Desaparecidos – serie TV (2022)

### Cortometraggi
- Post coitum, regia di Antonio Molero (2002)
- Fase Terminal, regia di Marta Génova (2010)

## Teatro
- El maestro, diretto da Fernando Rincón (1982)
- Tres sombreros de copa di Miguel Mihura, diretto da Fernando Rincón (1983)
- La rosa de papel di Ramón María del Valle-Inclán, diretto da Marcial Álvarez (1985)
- Escorial di Michel de Ghelderode, diretto da Marcial Álvarez e Daniel G. Pulido (1985)
- Amor de don Perlimplín con Belisa en su jardín di Federico García Lorca, diretto da Juan Carlos Pérez de la Fuente (1987)
- Historias de fotomatón, diretto da Juan Carlos Pérez de la Fuente (1987)
- La malquerida di Jacinto Benavente, diretto da Miguel Narros (1988)
- El caballero de Olmedo, diretto da Lope de Vega (1990)
- Antígona di Sófocles, diretto da Pablo Calvo (1990)
- Historia del zoo  di Edward Albee, diretto da Pablo Calvo (1990)
- La gallarda di Rafael Alberti, diretto da Miguel Narros (1992)
- El caballero de Olmedo di Lope de Vega, diretto da Miguel Narros (1993)
- Hiel di Yolanda Pallín, dirigido por Eduardo Vasco (1993)
- Dar tiempo al tiempo  di Calderón de la Barca, diretto da Eduardo Vasco (1994)
- La bella Aurora di Lope de Vega, diretto da Eduardo Vasco (1995)
- El sueño de una noche de verano di William Shakespeare, diretto da Denis Rafter (1996)
- Esopo, diretto da Vicente Rodado (1996)
- El público di Federico García Lorca, diretto da Francisco Ortuño (1997)
- La dama boba di Lope de Vega, diretto da Laila Ripoll (1997)
- Lista negra di Yolanda Pallín, diretto da Eduardo Vasco (1997)
- Salvajes di José Luis Alonso de Santos, diretto da Gerardo Malla (1998)
- El castigo sin venganza  de Lope de Vega, diretto da Eduardo Vasco (2000)
- Paseo romántico di vari autori, diretto da Laila Ripoll (2000)
- Don Juan Tenorio di José Zorrilla, diretto da Natalia Menéndez (2004)
- El club de la corbata di Fabrice Roger-Lacan, diretto da Pep Antón Gómez (2004)
- El castigo sin venganza di Lope de Vega (2005)
- Don Juan Tenorio di José Zorrilla, diretto da Natalia Menéndez (2007)
- Baraka! di Maria Goos, diretto da Josep Mª Mestre (2006)
- Don Juan Tenorio di José Zorrilla, diretto da Tamzin Townsend (2008)
- El hombre que quiso ser rey di Ignacio García May, diretto da Ignacio García May (2008)
- La rosa de papel (Avaricia, lujuria y muerte) di Ramón María del Valle-Inclán, diretto da Salva Bolta - C.D.N. (2009)
- Los gemelos di Plauto, diretto da Tamzin Townsend (2009)
- Yerma di Federico García Lorca, diretto da Miguel Narros (2012-2013)
- El cojo de Inishmaan di Martin McDonagh, diretto da Gerardo Vera (2013-2014)
- Pluto di Aristófanes, diretto da Magüi Mira (2014)
- César y Cleopatra di Emilio Hernández, diretto da Magüi Mira (2015)
- El curioso incidente del perro a medianoche, basata al romanzo di Mark Haddon e adattata al teatro da Simon Stephens, diretto da José Luis Arellano García (2018)

## Doppiatori italiani
Nelle versioni in italiano dei suoi film e delle sue serie TV, Marcial Álvarez è stato doppiato da:
- Enrico Pallini[11] in Cuore ribelle[12]
- Stefano Alessandroni[13] ne Il segreto[14]
- Pasquale Anselmo[15] ne Il sospetto[16]
- Claudio Moneta[17] in Una vita[18]

## Riconoscimenti
- Premio dell'Unione degli attori
  - 1999: Candidato come Miglior interpretazione televisiva secondaria per la serie El comisario